# Ватиканська бібліотека
Ватиканська бібліотека (лат. Bibliotheca Apostolica Vaticana) — бібліотека Святого Престолу розташована в Римі, одна з найбільших у світі книгозбірень і колекцій манускриптів.
Офіційно бібліотека заснована 1475 року, але фактично вона набагато старіша. Фонди бібліотеки налічують близько 1 600 000 друкованих книг, 150 000 манускриптів, 8 300 інкунабул, більш 100 000 гравюр та географічних карт, 300 000 монет та медалей.
До структури бібліотеки входить Ватиканська школа бібліотекарів та лабораторія з реставрації та відтворення важливих манускриптів (факсиміле).
З липня 2007 бібліотеку було тимчасово зачинено на реконструкцію та знову відкрито для відвідувачів з вересня 2010 року.

## Історичні періоди
Вчені традиційно поділяють історію бібліотеки на п'ять основних періодів:
- Пре-Латеранський (Pre-Lateran). Початки бібліотеки сягають перших днів церкви, поки її не перенесли до Латеранського палацу; вціліла лише невелика частина видань цього періоду, проте деякі з них мають дуже велику цінність.
- Латеранський (Lateran). Тривав до завершення правління Папи Боніфація VIII (кін. XIII ст.).
- Авіньйонський (Avignon). Часи авіньйонського полону пап, коли резиденція понтифіків знаходилася в Авіньйоні (південна Франція), відзначаються значним зростанням книжкової колекції та розвитком каталогізації.
- Пре-Ватиканський (Pre-Vatican). Приблизно з 1370 до 1446 року бібліотека була розподіленою, різні частини фондів знаходились у Римі, Авіньйоні та інших місцях.
- Ватиканський (Vatican). Новітня історія бібліотеки починається приблизно з 1448 року, коли книгозбірню було переміщено до Ватикан>у.

## Історія

### Виникнення бібліотеки

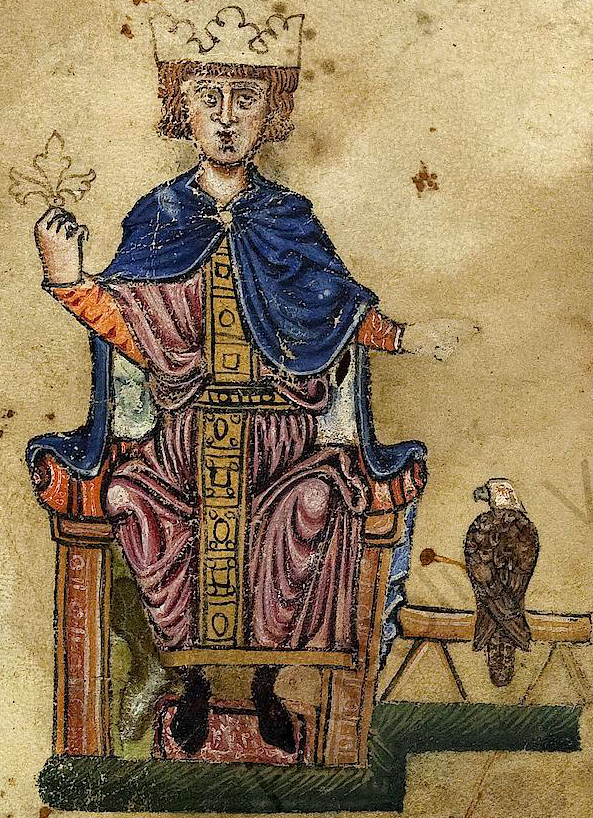
Зображення Фрідріха II з його книги «De arte venandi cum avibus» («Про мистецтво полювання з птахами»), кінець XIII століття

Початок зібранню (архівні документи, літургійні книги у вигляді сувоїв (лат. Volumina) Ватиканської бібліотеки було покладено в IV столітті: тоді в Латеранському палаці був зібраний архів, про який згадується ще за папи Дамаса I (384 рік). У VI столітті за колекцією манускриптів став спостерігати державний секретар Ватикану (лат. Primicerius Notariorum), а у VIII столітті з'явилася посада бібліотекаря Ватикану. Бібліотека папи Боніфація VIII містила кодекси, прикрашені мініатюрами, зокрема 32 грецькі манускрипти із зібрання Фрідріха II. У вересні 1303 року частина його зібрань зазнала розграбування. 1310 року папа Климент V наказав перенести 643 особливо цінні рукописи до Ассізі, але 1319 року на місто напали гібеліни, внаслідок чого багато документів з цієї колекції також було загублено.
1318 року папа почав збирати третю бібліотеку Ватикану. В Авіньйоні Бібліотека розташовувалася в бібліотечній вежі палацу. Папа Іван XXII володів зібранням книг, створеним для курії. Пізніше частину книг було перевезено до Ватикану, зокрема останнім авіньйонським папою Григорієм XI, проте більшість залишилася в Авіньйоні та пізніше увійшла до фондів Національної бібліотеки Франції та зібрання родини Боргезе (повернуто до Ватикану 1902 року і є донині частиною апостольської бібліотеки).

### Заснування сучасної колекції
Засновником сучасної (четвертої) Ватиканської бібліотеки вважається папа Миколай V, обраний у березні 1447 року. За його попередника папи Євгенія IV було виявлено 350 творів латиною, грецькою та івритом. Ці рукописи та приватне зібрання папи Миколая V стали основою нової Ватиканської бібліотеки, загалом 800 манускриптів латиною і 353 грецькою. Папа значно розширив колекцію манускриптами з Європи та зі Сходу, так, наприклад, за його вказівкою граматик Альберто Енок д'Асколі (італ. Alberto Enoch d'Ascolli) вирушив на пошуки вцілілих зібрань з імператорської бібліотеки Константинополя.
Формально громадська бібліотека була заснована 15 червня 1475 року буллою папи Сикста IV «Ad decorem militantis Ecclesiae», тоді її фонди налічували 2 527 творів. 1481 року колекція налічувала вже 3 500 манускриптів, в цьому ж році було побудовано декілька нових приміщень, які отримали назви за колекціями, що там зберігаються: грецька, латинська, секретна та папська бібліотеки. Зібрання можна було оглянути на місці під суворим наглядом. Першим бібліотекарем Ватиканської бібліотеки папою Сикстом IV був призначений гуманіст Бартоломео Платина.
Посланці папи Лева X вирушили на пошуки манускриптів по всій Європі. У листах папа писав, що своїм найбільшим обов'язком вважає збільшення числа копій античних авторів для того, щоб під час його понтифікату латинізм зміг заново розквітнути. Під час розграбування Риму 1527 року, бібліотека, що налічувала на той момент 4 тисячі манускриптів, зазнала сплюндрування, багато манускриптів було пошкоджено.
1588 року папа Сікст V доручив архітекторові Доменіко Фонтані спорудити нову будівлю для бібліотеки. Нове велике приміщення розташовувалося навпроти старої бібліотеки, для зберігання манускриптів передбачалися спеціальні дерев'яні шафи. Папа Сікст V охоче порівнював себе з засновниками таких знаменитих бібліотек, як олександрійська, римська та афінська.

### Розвиток з XVII століття
За часів папи Павла V для зберігання документів було виділено окрему будівлю. Так почалася історія Секретного архіву, розташованого за брамою Св. Анни. У XVII столітті зародилася традиція передавати до Ватиканської бібліотеки приватні колекції та королівські зібрання. Так, фонди бібліотеки значно поповнилися 1623 року, коли курфюрст Баварії Максиміліан I подарував папі Григорію XV більшу частину захопленої ним Гайдельберзької бібліотеки (так звана лат. Bibliotheca Palatina — Палатинська бібліотека) на знак подяки за допомогу в Тридцятилітній війні. 1815 року з Палатинської бібліотеки було повернуто до Гайдельберга 38 латинських та грецьких манускриптів, а також манускрипти з історії міста німецькою та латиною.
1657 року за папи Олександра VII до Ватикану з Урбіно було переведено так звану Урбінську бібліотеку, яка являла собою багату колекцію рукописів епохи Відродження (1767 текстів латиною, 165 — грецькою, 128 — івритом та арабською), засновану герцогом Урбіно Федеріго та Монтефельтро.

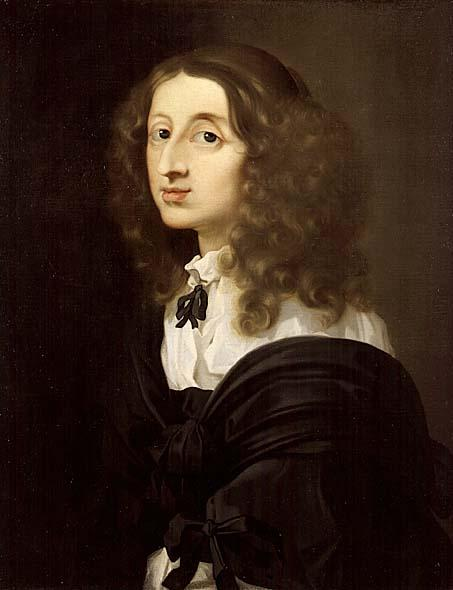
Христина І, королева Швеції

1689 року колекція поповнилася зібранням шведської королеви Христини І (Олександрівське відділення). Її зібрання частково було зібране її батьком у походах на Німеччину та Польщу, проте велика частина його була зібрана нею під час перебування в Фонтенбло. Королева провела останні роки життя в Римі і заповідала своє зібрання кардиналові Декіо Аццоліні, небіж якого Помпео продав 1690 року книги Олександрові VIII. Частину цієї колекції папа подарував своєму небожу кардиналу П'єтро Оттобоні. Книги королеви Христини, у складі яких вирізняється зібрання «Оттобоніано» (італ. Fondi Ottoboniano; 3394 латинських і 473 грецьких манускрипти) та «Каппоніано» (італ. Capponiano; 288 рукописів з колекції флорентійського маркіза Алессандро Каппоні (італ. Alessandro Capponi), 1759 року поповнили фонди бібліотеки.

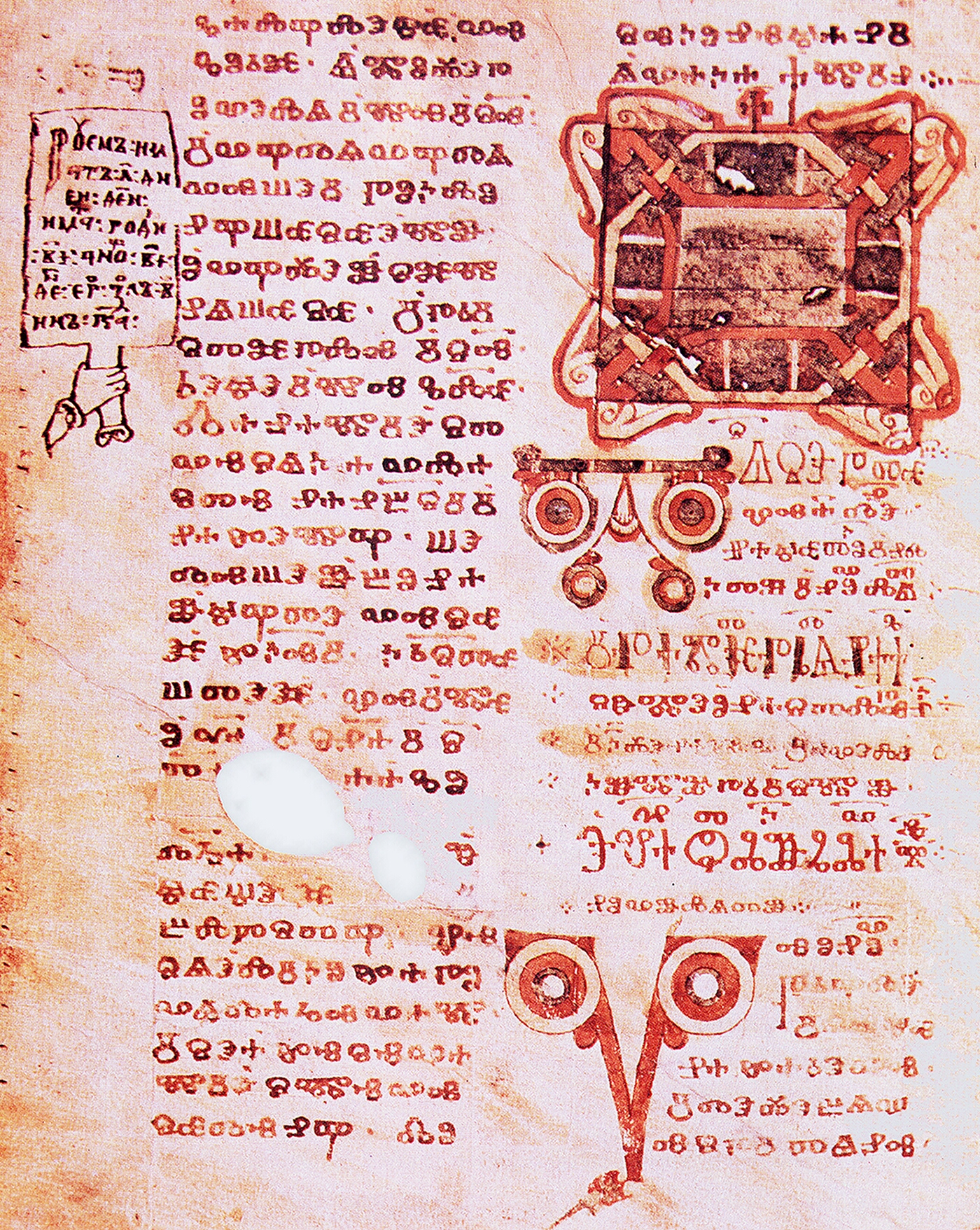
Codex Assemani, XI століття

1715 року Климентом XI було організовано експедиція до Сирії та Єгипту, яку очолив Йосип Ассемані. За два роки роботи в монастирях Нітрійської пустелі, Каїру, Дамаску, Лівану ним було зібрано близько 150 цінних манускриптів, які поповнили фонди Ватиканської бібліотеки. Папа Климент XIII приєднав всю колекцію братів Ассемані, що становила зокрема 202 сирійсько-халдейських, 180 арабських і 6 турецьких манускриптів.
Наполеонівські війни стали фатальними для фондів бібліотеки: 1797 року 500 манускриптів було конфісковано французькою директорією. Проте 1815 року більшу частину вивезеного, за винятком 36 манускриптів, вдалося повернути до Ватикану.

### Бібліотека в XIX і XX століттях
1855 року фонди бібліотеки розширилося за рахунок придбаної колекції книг графа Чіконьяра (італ. Cicognara) та 1445 рукописами кардинала Анджело Мая (італ. Angelo Mai), колишнього головного зберігача Ватиканської бібліотеки (1819–1854).
З обранням папою Лева XIII почалася модернізація бібліотеки: відкрилася читальна зала для друкованих книг, засновано лабораторію з реставрації манускриптів, було запроваджено правила каталогізації манускриптів, які діють досі. 1891 року папа придбав колекції графів Боргезе: близько 300 сувоїв старої Авіньйонської бібліотеки, а 1902 року за 525 тисяч франків було придбано архіви кардинала Франческо Барберіні (італ. Fondo Barberiniano): 10041 латинських, 595 грецьких і 160 східних рукописів разом зі старими книжковими полицями; пізніше італ. Codices Reginæ, Capponiani, Urbinates, Ottoboniani (3394 латинських і 472 грецьких манускрипти), зібрання Сикстинської капели — італ. Fondo della Capella Sistina (колекція з історії музики). Після Першої світової війни було запроваджено єдині норми каталогізації друкованих видань (лат. «Norme per il catalogo degli stampati»).
За папи Івана XXIII було придбано декілька колекцій, зокрема італійські рукописи із зібрання Таммаро де Маріні (італ. Tammaro de Marini), колекція драматичних творів перською мовою та ефіопських манускриптів вченого Енріко Черуллі (італ. Cerulli Persiani і Cerulli Etiopici), а також Вісконті та Маццукеллі (італ. Visconti, Mazzucchelli), 1922 року — Россіана (італ. Rossiana; за іменем її власника, римського аристократа Джованні Франческо де Россі; 1195 манускриптів, 6 тисяч рідкісних видань, 2139 інкунабул).
1923 року до бібліотеки була приєднана Бібліотека Кіджі (італ. Biblioteca Chigiana; 33 тисяч одиниць, зібраних переважно Флавіо Кіджі з Сієни), 1926 року — зібрання Феррайолі (італ. Fondo Ferraioli) (885 манускриптів і 100 тисяч автографів, усього понад 40 тисяч одиниць), 1940 року — архів собору Святого Петра (італ. Fondo Archivio del Capitolo di San Pietro) та останнє велике зібрання манускриптів, грамот та автографів італійського історика Федеріко Патетти (італ. Fondo Patetta, що містить зокрема рукописи з історії П'ємонту), в 1953 — архів княжої родини Роспільозі.

### Бібліотека в XXI столітті
2010 року у Ватиканській бібліотеці розпочалося оцифрування 80 000 манускриптів в рамках тестового проєкту, за яким передбачається за 10 років оцифрувати 40 млн сторінок давніх рукописів, що становитиме 45 петабайт FITS. З 23 січня 2013 року перші манускрипти, оцифровані в рамках цього проєкту, доступні через інтернет.

## Завдання Ватиканської бібліотеки

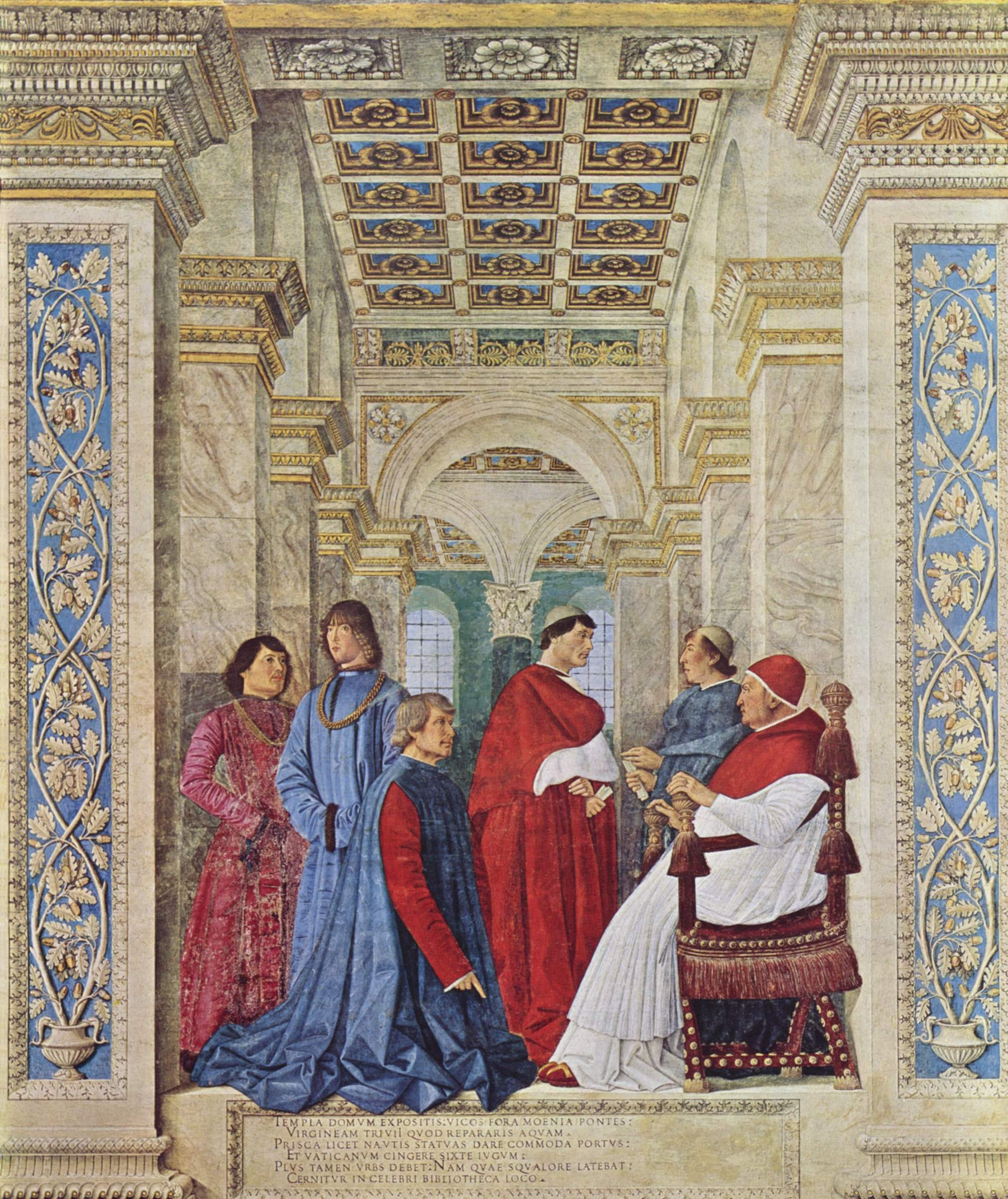
Фреска «Папа Сікст IV призначає Платину префектом бібліотеки», Мелоццо да Форлі, близько 1477

Всі основні функції та завдання бібліотеки, що описані в буллі «Ad decorem militantis Ecclesiae»папи Сикста IV від 15 червня 1475 року, залишаються актуальними і в наш час:
|  | Ad decorem militantis Ecclesiae, fidei catholice augmentum, eruditorum quoque ac litterarum studiis insistentium uirorum commodum... |

До завдань та обов'язків бібліотеки належать такі:
- збереження та охорона культурних цінностей;
- поповнення колекції манускриптами, книгами та предметами шляхом купівлі, обміну та дарування;
- дослідна робота зібрань та можливість наукових публікацій;
- представлення фондів бібліотеки вченим з усього світу та оновлення технічних засобів.

## Зали бібліотеки
Спочатку зали бібліотеки папи Миколая V були прикрашені фресками Доменіко Гірландайо, Мелоццо да Форлі та Антоніаццо Романо. З розширенням фондів бібліотека отримала новий будинок, споруджений 1587 року Доменіко Фонтана. Через брак місця двоповерхова будівля була побудована поперек двору Бельведера й таким чином спотворила архітектурну композицію пізнього Ренесансу роботи Браманте.
Приміщення бібліотеки:

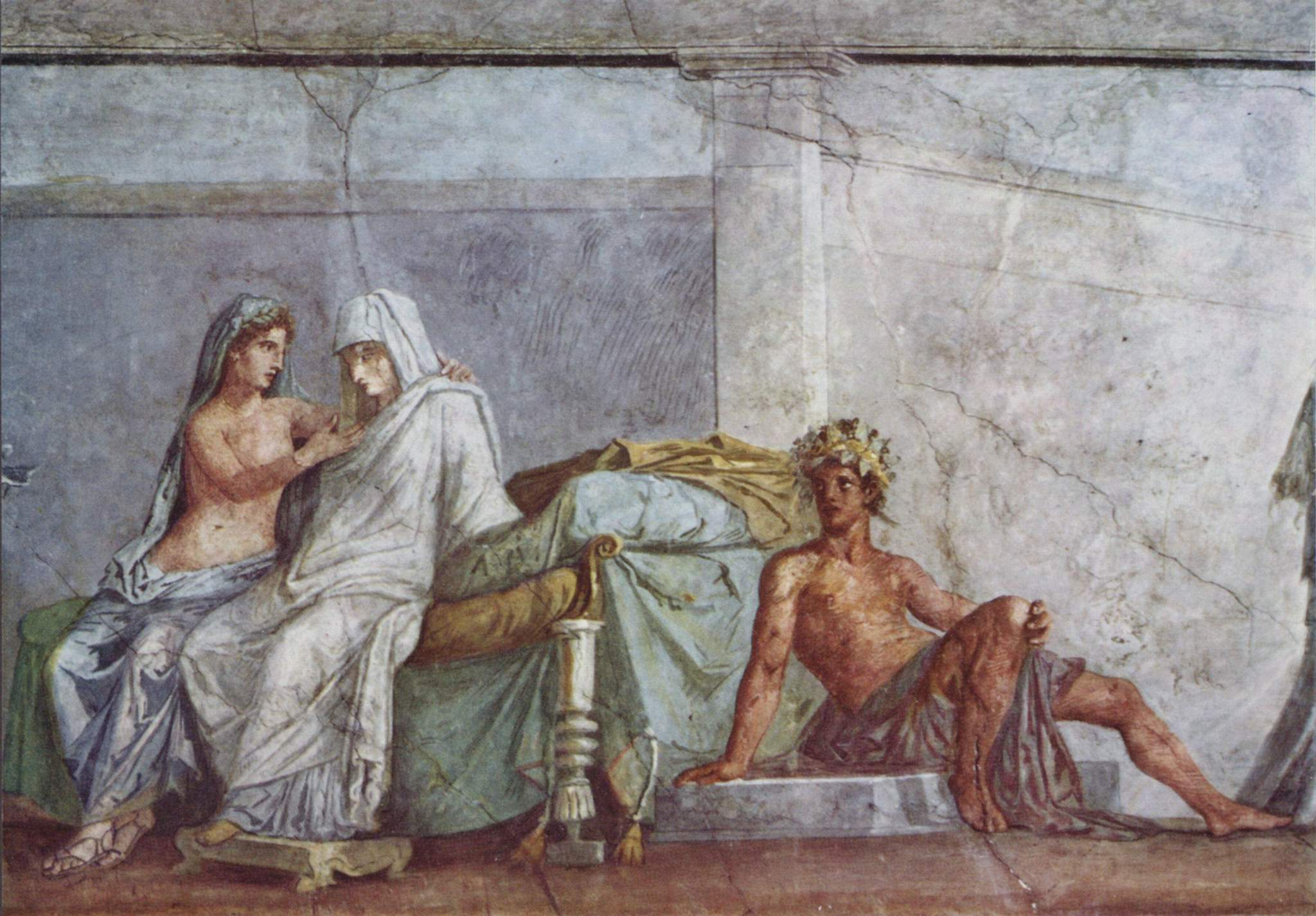
Римська фреска в Залі одруження Альдобрандіні

- Зала одруження Альдобрандіні (італ. Sala delle Nozze Aldobrandine) з'явилася 1611 року за папи Пія V. 1817 року приміщення було відреставроване для зберігання мідних гравюр, а 1818 року в цю залу були перенесені античні фрески «Одруження Альдобрандіні» (епохи Октавіана Августа), які, можливо, зображують весілля Александра Македонського та Роксани[15]. Назва фрески, знайденої 1604 року на Еськвілінському пагорбі, походить від імені його першого власника — кардинала П'єтро Альдобрандіні та сюжету фрески, що зображує церемонію одруження. У залі також представлені фрески (близько IV до н. е.), яки зображують сцени з «Одіссеї», а стеля прикрашена фрескою Гвідо Рені «Подвиги Самсона».
- Зала папірусів (італ. Sala dei Papiri) (1774 рік) — тут за папи Климента XIV зберігалися «Равеннські папіруси» VI–IX століть. Розписи стелі роботи Рафаеля Менгса зображують заснування нового Музею Климента. У двох вітринах зали експонуються золоті кубки із зображеннями світських, юдейських та християнських сцен.
- Зала Александра (італ. Sala Alessandrina) — побудована 1690 року за папи Олександра VIII, розписаний 1818 року Доменіко де Анджелісом (італ. Domenico de Angelis). На фресках зображено історію папи Пія VI, що потрапив у полон до Наполеона, сцени його заслання та смерті у вигнанні (1799 рік).
- Зали Павла (італ. Sale Paoline) — дві зали, розписані Джованні Батіста Річчі сценами понтифікату папи Павла V.
- Сікстинські зали (італ. Sale Sistine).
- Галерея Урбана VIII (італ. Galleria di Urbano VIII) — служить для зберігання Палатинскої бібліотеки. Біля вікон галереї розташовані астрономічні інструменти.
- Музей сакрального мистецтва апостольської бібліотеки (італ. Museo sacro della Biblioteca Apostolica) — заснований 1756 року папою Бенедиктом XIV для розміщення колекції ранньохристиянських артефактів: кубки, бронзові та глиняні лампи, вироби зі скла та металу, ікона святого Теодора (мозаїка на воску, XII–XIII століття).
- Музей світського мистецтва апостольської бібліотеки (італ. Museo Profano della Biblioteca Apostolica) — виставкова зала з численними римськими та етруськими артефактами.
- Капела Пія V (італ. Capella di Pio V) — капела розписана Якопо Цуккі за ескізами Джорджо Вазарі в 1566–1572 роках. У вітрині виставлені посудини для зберігання реліквій з капели Санкта-Санкторум з середньовічного Латеранського палацу. Цінні посудини, прикрашені позолотою та коштовним камінням, були перенесені до Ватикану 1905 року. Реліквії залишилися в нових посудинах на старому місці під вівтарем капели святого Лаврентія. Особливий інтерес становить золотий хрест Пасхалія I, прикрашений емаллю із зображенням дитинства Христа, а також срібний релікварій для зберігання голови святої Пракседи, прикрашений зображеннями апостолів та рельєфами (XI століття, Візантія).
- Галерея Климента (італ. Galleria Clementina) — галерея, побудована за правління пап Климента XII та Пія VI поділена на 5 залів. Стіни прикрашають фрески із зображенням сцен понтифікату Пія VII роботи Д. Де Анджеліса.
- Сикстинський салон (італ. Salone Sistino) — зала в стилі маньєризму, спроєктована для зберігання манускриптів та книг, що має 70 метрів завдовжки і 15 завширшки. Салон пишно оздоблений фресками із зображенням стародавніх бібліотек (в Олександрії, Афінах, Римі) та їхніх засновників (апостол Петро зображений як засновник Ватиканської бібліотеки[14]), вселенських соборів (до 1587 року) та сучасних видів римських пам'яток (наприклад, старого Латеранського палацу і для порівняння, нового, будівництво якого також пов'язане з папою Сикстом V), при цьому всі зображені персонажі та сцени забезпечені підписами. Зображення будівель, обелісків і площ точно передані в деталях, на фресках склепінь зображені гротески. Художники, які виконали розписи зали, точно не відомі, можливо, гротески розписував Просперо Орсі, над фресками працювали Ліліо, Річчі, Гуерра, Неббу та інші художники. Сьогодні в залі розміщуються виставки бібліотеки.
- Зала прославлянь папи Пія IX (італ. Sala degli Indirizzi di Pio IX) — зала названа так за прославляннями на адресу папи (італ. indirizzi), що раніше розташовувалося там. Сьогодні в залі експонуються тканини, переважно середньовічні фрагменти з капели Санкта-Санкторум. Найстаріший експонат — лляна туніка, яка датується III століттям[14].
- Зала прославляння (італ. Sala degli Indirizzi) — сьогодні у вітринах зали зберігаються римські та ранньохристиянські кубки, вироби зі слонової кістки, емалі та металу: диптих з слонової кістки з Рамбони, зображає Богородицю на троні та розп'яття (близько 900 року); статуї Христа на троні та 5 апостолів з позолоченої міді, покриті емаллю та перлами (XIII століття, колись прикраса вівтаря старої церкви святого Петра).

## Фонди
Зали бібліотеки розділені на такі відділення:
- Bibliotheca latina — тут знаходяться тексти латинською мовою;
- Bibliotheca graeca — манускрипти грецькою мовою;
- Bibliotheca secreta — найцінніші документи; доступ відвідувачів обмежений;
- Bibliotheca nova pontifica — архівні матеріали.

У бібліотеці зберігається багато папських актів, так, наприклад, близько 4000 томів із зібрання Кіджі (лат. Fondi Chigiano).

### Манускрипти
Зібрання манускриптів, всього близько 50 тисяч, складається із закритої (36 відділень) та відкритої частин (16 відділень), які, у свою чергу, розділені за мовами манускриптів. Відкрита частина носить назву «Кодекси Ватикану» (італ. Codices Vaticani), манускрипти із закритого відділення розподілені за походженням.
До великих зібрань манускриптів належать: колекції Барберіні (збори папи Урбана VIII) становить близько 10 тисяч латинських, грецьких, східних манускриптів (італ. Barberini Orientales) та інкунабул; в зібранні Борджіані зберігаються рукописи перською, турецькою, вірменською, арабською, грузинською та іншими мовами.
Деякі відомі манускрипти Ватиканської бібліотеки: Сувій Ісуса; De arte venandi cum avibus — «Про мистецтво полювання з птахами» Фрідріха II; Codex Vaticanus — один із найцінніших рукописів грецької Біблії, датований серединою IV століття, в X столітті було додано орнамент, а в XV столітті рукопис був частково реконструйований; Libri Carolini — Каролінзькі книги, збірник у чотирьох книгах спростувань актів VII Вселенського собору, а також його вчення про іконопочитання, складений за велінням імператора Карла I Великого.
Старовинні рукописні тексти: 
з поетичними текстами Вергілія:
Vergilius Romanus — рукопис початку V століття (309 аркушів квадратної форми, 33 х 33 см, 19 кольорових ілюстрацій). Текст рукопису написаний у характерній для свого часу манері — великими літерами і без відступів між словами. Починаючи з IX століття до кінця XV століття манускрипт зберігався в бібліотеці монастиря Сен-Дені. До Ватикану манускрипт потрапив за папи Сикста IV. 
Vergilius Vaticanus — фрагменти рукопису, що включають твори Вергілія з «Енеїди» (9 з 12 пісень) та «Георгіки» («Georgies», дві книги з чотирьох), за стилем оформлення та художніми зображеннями (збереглося лише 75 аркушів з 50 ілюстраціями) датований кінцем IV — початком V століття. Місце його створення точно не встановлено. У Середні віки манускрипт знаходився на території колишньої Римської Галлії, в абатстві Сен-Мартен-де-Тур, де на рубежі XV–XVI століть звернув на себе увагу французьких та італійських вчених і бібліофілів. Не пізніше 1510-х років був вивезений до Італії. Близько 1600 року манускрипт попав до Ватиканської бібліотеки.
Рукописи з творами Цицерона, Теренція, Гомера, Аристотеля, Евкліда, папірус Бодмера — містить найдавніший текст Євангелій від Луки та Іоанна, два примірника Біблії Гутенберга, середини XV століття; а також листи Фоми Аквінського, Петрарки, Мікеланджело, Рафаеля, кілька листів Мартіна Лютера та Генріха VIII.
| VaticanVergilFol021v022rFlightFromTroy.jpg    |                                         |                            |                                             |
| Vergilius vaticanus, «Втеча з Трої», аркуш 21 | Vergilius vaticanus, «Енеїда», аркуш 41 | Vergilius romanus, аркуш 1 | Vergilius romanus, «Рада богів», аркуш 234v |

|                                |                                |                                     |                                         |
| Євангеліє Барберіні, аркуш 125 | Біблія Сан-Паоло-фуорі-ле-Мура | «Тотіла руйнує Флоренцію», аркуш 36 | «Менологій Василя II», близько 985 року |

### Друковані книги
Друковані книги у Ватиканській бібліотеці розподілені за розділами палеографії, історії, історії мистецтва, а також класичної, середньовічної та ренесансної філології, каталогізовані та представлені в мережі Інтернет. Каталог містить 10 тисяч назв та ілюстрацій сучасних друкованих видань.
Перші друковані книги в бібліотеці з'явилися у фондах Першої колекції (італ. Prima Raccolta) 1620–1630 роках, пізніше були приєднані книги з колекції Барберіні, Палатинської бібліотеки, Целадіани (Zeladiana, на ім'я кардинала Франческо Саверина Целада (італ. Francesco Saverino Zelada)), бібліотеки кардинала Май.

### Інші колекції
У кабінеті мідних гравюр (італ. Gabinetto delle Stampe e dei Designi) розміщується колекція малюнків та репродукцій, зокрема 161 том (до 1793 року) з близько 32 тисячами аркушів, відсортованих за школами, і ще 10 тисяч — за жанрами.

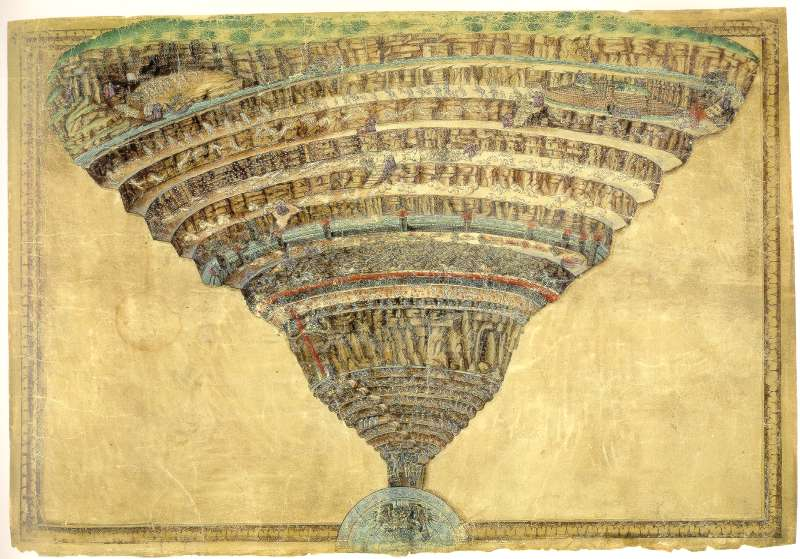
«Кола пекла», одна з 7 ілюстрацій Боттічеллі до «Божественної комедії» із зібрань бібліотеки (1480–1495 року)

У залах бібліотеки, в музеях світського та релігійного мистецтва бібліотеки експонуються багаті колекції артефактів. З 1744 року до бібліотеки була перенесена колекція папи Бенедикта XIV, що придбав зібрання давніх християнських скляних виробів кардинала Гаспарі Карпенья, який збирав давнину в катакомбах. Згодом було придбано колекцію коштовних каменів Ветторі (італ. Vettori). Пізніше обидві колекції стали частиною музею релігійного мистецтва бібліотеки.
У музеї також розташована колекція античних медальйонів, що зображують сімейні пари, святих (особливо часто зустрічається зображення апостолів Петра та Павла), сцени з Біблії, а також світські теми, наприклад, сцени полювання. Багато з цих артефактів були виявлені в катакомбах Риму.
Колекція монет та медалей (італ. Gabinetto Numismatico) була відкрита 1555 року, проте найбільший внесок до зібрання зробив папа Бенедикт XIV, який придбав величезну колекцію грецьких та римських монет кардинала Аллесандро Альбані, яка за своїми розмірами поступається лише колекції короля Франції. Зібрання постійно поповнювалося новими експонатами (наприклад, колекцією Ранчо 1901 року). Наразі складаються електронні каталоги для орденів, монет та манускриптів.

## Керівництво
Буллою «Ad decorem militantis Ecclesiae»1475 року папа Сикст IV також офіційно призначив персонал для керування бібліотекою та регулярну платню для цієї мети. Першим офіційним кардиналом-бібліотекарем (італ. Prottettore della Biblioteca Vaticana) став 1548 року Марчелло Червіні (італ. Marcello Cervini).
Папа Лев XIII передав поточні обов'язки з керування бібліотекою з рук кардинала-бібліотекаря професійним фахівцям: префектові, заступникові та писарям. За словами французької дослідниці Ватиканської бібліотеки Жанни Біньямі-Одьє (фр. Jeanne Bignami-Odier), папа дозволив кардиналу правити, але не керувати. У бібліотеці працювало шість постійних писарів (лат. scriptores — за основними мовам манускриптів, представлених у фондах) та п'ять — на тимчасовій основі, в обов'язки яких входив зокрема науковий розвиток відповідних відділень.
Останнім часом на чолі бібліотеки варто кардинал-бібліотекар, в штат бібліотеки також входять префект (з технічних та наукових питань), заступник префекта, керуючі відділеннями та окремими колекціями (наприклад, колекцією монет та медалей), секретар та скарбник. Також існує рада, яка консультує кардинала-бібліотекаря та префекта з важливих питань діяльності бібліотеки.
Кардинали-архіваріуси та бібліотекарі з моменту офіційного заснування бібліотеки та Секретного архіву (з 1610 року) — по сьогоднішній день:

### Бібліотекарі Римської церкви
| Ім'я                                        | Роки                                   | Примітки |
| ------------------------------------------- | -------------------------------------- | --- |
| Джованні Андреа Буссі                       |                                        | Перший бібліотекар за папи Сикста IV, переконав папу підтримати розвиток друкарства.                                                                               |
| Бартоломео Платіна                          |                                        | Присвятив себе розвитку бібліотеки; склав каталог манускриптів. |
| Марчелло Червіні                            | 1548 — 1555                            | Перший кардинал в офіційній посаді бібліотекаря. |
| Роберто де Нобілі                           | 1555 — 1559                            | |
| Альфонсо Карафа                             | 1559 — 1565                            | |
| Маркантоніо Так Мула                        | 1565 — 1572                            | |
| Гульєльмо Сірлето                           | 1572 — 1585                            | Знавець грецької та івриту, брав участь у виданні багатомовної Біблії (Polyglotta).                                                                                |
| Антоніо Карафа                              | 1585 — 1591                            | |
| Маркантоніо Колона                          | 1591 — 1597                            | |
| Чезаре Бароніо                              | 1597 — 1607                            | |
| Лудовіко де Торрес                          | 1607 — 1609                            | |
| Шіпіоне Боргезе Каффареллі                  | 1609 — 1618                            | |
| Шіпіоне Кобеллуцці                          | 1618 — 1626                            | |
| Франческо Барберіні                         | 1626 — 1633                            | |
| Антоніо Барберіні                           | 1633 — 1646                            | |
| Ораціо Джустініані                          | 1646 — 1649                            | |
| Луїджі Каппоні                              | 1649 — 1659                            | |
| Флавіо Кіджі                                | 1659 — 1681                            | |
| Лоренцо Бранкато                            | 1681 — 1693                            | |
| Джироламо Казанате                          | 1693 — 1700                            | |
| Енріко Норіс                                | 1700 — 1704                            | |
| Бенедетто Памфілі                           | 1704 — 1730                            | |
| Анджело Марія Квірін                        | 4 вересня 1730 — 6 січня 1755          | |
| Доменіко Пассіон                            | 1755 — 1761                            | |
| Алессандро Альбані                          | 1761 — 1779                            | На його прохання був створений Музей світського мистецтва бібліотеки.                                                                                              |
| Франческо Саверіо де Дзелада                | 1779 — 1801                            | |
| Луїджі Валенті Гонзага                      | 1802 — 1808                            | |
| Вакансія                                    | 1809 — 1814                            | |
| Джуліо Марія делла Сомалья                  | 1827 — 1830                            | |
| Джузеппе Альбані                            | 23 квітня 1830 — 3 грудня 1834         | |
| Луїджі Ламбрускіні                          | 11 грудня 1834 — 27 червня 1853        | |
| Вакансія                                    | 1849-1853                              | |
| Анджело Май                                 | 27 червня 1853 — 9 вересня 1854        | Провів каталогізацію східного зібрання ВАБ. Майже 40 років займався дослідженнями юридичних текстів, виявив текст Цицерона De re publica.                          |
| Вакансія                                    | 1854 — 1860                            | |
| Антоніо Тості                               | 13 січня 1860 — 20 березня 1866        | |
| Вакансія                                    | 1866 — 1869                            | |
| Жан-Батіст-Франсуа Пітра                    | 19 січня 1869 — 9 Новини за лютий 1889 | |
| Йозеф Герґенретер                           | 1879 — 1890                            | |
| Луїджі Галімберті                           | 1894 — 1896                            | |
| Франческо Сенья                             | 1896 — 1908                            | |
| Бібліотекарі Римської церкви в XX столітті  |                                        | |
| Франческо Салезія делла Вольпе              | 1908 — 1909                            | |
| Плачідо Марія Ськьяффіно                    | (20 Новини за лютий — 23 вересня 1889  | |
| Альфонсо Капечелатро ді Кастельпагано       | 29 квітня 1890 — 11 листопада 1912     | |
| Маріано Рамполлі дель Тіндаро               | 26 листопада 1912 — 16 Фотозвіт 1913   | |
| Франческо ді Паола Кассетта                 | 3 січня 1914 — 23 березня 1919         | |
| Френсіс Ейден Гаскей                        | 9 травня 1919 — 5 квітня 1929          | |
| Франц Ірлі                                  | 17 квітня 1929 — 31 березня 1934       | Вніс значний внесок у розробку правил каталогізації манускриптів, методів щодо збереження та реставрації, написав книги з історії старої бібліотеки XIII століття. |
| Джованні Меркато                            | 18 червня 1936 — 23 серпня 1957        | |
| Ежен Тіссеран                               | 14 вересня 1957 — 27 березня 1971      | Фахівець зі східних мов і ассиролог, збагатив східне зібрання бібліотеки документами, зібраними під час поїздок на Схід; опублікував опис ефіопських манускриптів. |
| Антоніо Саморе                              | 25 січня 1974 — 3 лютого 1983          | |
| Альфонс Штіклер                             | 8 вересня 1983 — 1 липня 1988          | |
| Антоніо Хав'єрре Ортас                      | 1 липня 1988 — 24 січня 1992           | |
| Луїджі Поджі                                | 9 квітня 1992 — 7 березні 1998         | |
| Бібліотекарі Римської церкви в XXI столітті |                                        | |
| Хорхе Марія Мехія                           | 7 березня 1998 — 24 жовтня 2003        | |
| Жан-Луї Торан                               | 24 листопада 2003 — 25 червня 2007     | |
| Раффаеле Фаріна                             | 25 червня 2007 — 9 червня 2012         | |
| Жан-Луї Брюге                               | 26 червня 2012 — 26 червня 2018        | |
| Жозе Толентіно Мендонса                     | 26 червня 2018 — 26 вересня 2022       | |
| Анджело Вінченцо Дзані                      | 26 вересня 2022 —                      | |

## Збереження фондів
У XIX столітті в бібліотеці вперше почалися роботи з репродукції манускриптів за допомогою факсиміле: фрагментів Вергілія, манускриптів Данте та Петрарки. 
Проте потреба в захисті та збереженні багатих зібрань пап відчувалася вже з моменту виникнення бібліотеки. Так у буллі папи призначалися відповідальні за збереження фондів та захист від комах, вогкості та пилу. 1555 року папа Павло IV офіційно запровадив посаду реставратора бібліотеки.
Згодом стан манускриптів став погіршуватися зокрема через корозію чорнила. З ініціативи Франца Ірлі, префекта бібліотеки (1895 — 1914), 1898 року була організована міжнародна конференція, на якій обговорювалися нові методи реставрації рукописів. Нова лабораторія з реставрації була заснована 1890 року за папи Лева XIII (сьогодні лабораторія розташована в музеї К'ярамонті). У сучасній лабораторії кожна фаза реставраційних робіт супроводжується складанням точних карт і цифрових фотографій.
За папи Івана Павла II було посилено заходи щодо збереження та консервації фондів бібліотеки. 
Для контролю за книгами (наприклад, поставленими не на своє місце) в бібліотеці запроваджена технологія автоматичної ідентифікації об'єктів — RFID (англ. Radio Frequency IDentification, радіочастотна ідентифікація). 
Спільно з японською фірмою була розроблена нова технологія, що дозволяє за допомогою ультрафіолетових променів читати початкові написи переписаних пергаментів або старих документів, невидимі неозброєним оком.

## Відвідування бібліотеки
Відкритий доступ до фондів бібліотеки для науково-дослідної роботи гарантується за Латеранськими угодами, формальності відвідування фондів встановлює Ватикан. Щодня її можуть відвідати в середньому 150 фахівців, які попередньо отримали дозвіл.
При секретаріаті бібліотеки діє відділення з допуску до фондів бібліотеки: науковців, викладачів університетів та інших вишів, докторантів.
Бюро з репродукції та прав займається запитами про копіювання для наукових та навчальних потреб, публікацій, виставок, Інтернету, використання в аудіо- та відеоматеріалах. У бюро працюють два відділення: послуги приватного використання та інші послуги.